# Adrian Langendal
Adrian Wilhelm Langendal, ursprungligen Pettersson, född 26 maj 1904 i Svedala, död 2 november 1970 i Stockholm, var en svensk arkitekt.

## Liv och verk
Langendal studerade vid Kungliga tekniska högskolan till 1930. Han var son till byggmästaren Anders Pettersson och bytte sitt efternamn till Langendal, möjligtvis för att inte bli förväxlad med Göteborgsarkitekten Adrian C. Peterson. Langendal var byråarkitekt vid Stockholms stads stadsbyggnadskontor, men drev också egen verksamhet i huvudstaden.

## Verk i urval
- Bostadshuset Ollonskogen 3, i Ekhagen, Stockholm, tillsammans med Pehr Danielsson, 1935
- Kv. Polacken 29 med biografen Saga, (Kungsgatan 22-24), tillsammans med Erik Högström, 1936-1938
- Kv. Holaveden 1, Hallebergsvägen 26-28 i Traneberg, 1937.
- Kv. Gesundaberget 1, Gesundaplan 59 i Traneberg, 1936.
- Kv. Kolmården 1, Hallebergsvägen 4 i Traneberg, 1937.
- Södermalmskyrkan, 1939
- Bostads- och församlingshus i Maria församling, Sankt Paulsgatan 8, tillsammans med Artur von Schmalensee, 1940
- Kv Diariet 2, Riksby 1945
- Hyreshus, Stora Mossens backe
- Hyreshus, Bergslagsvägen 260
- Hägerstensvägen 2-4, Nybohov, 1947
- Stockholms kexfabrik, Voltavägen 17, Bromma, 1947-1948
- Soliden, Skansen, tillsammans med Artur von Schmalensee, 1951 (tävlingsvinst 1935) [8]
- Tranås stadshus, tillsammans med Ivar Stål, 1952
- Radhusområde i Råcksta, Stockholm 1953;
- Sankt Görans kyrka, Stockholm, nytt långhus, 1956-1958.
- Svedala kommunhus, 1956
- ABF-huset i Huddinge, 1960.
- Hyreshus, Dellen 5 [Bränningevägen 34-44 Ottsjövägen 10-12] 1951.

## Bilder

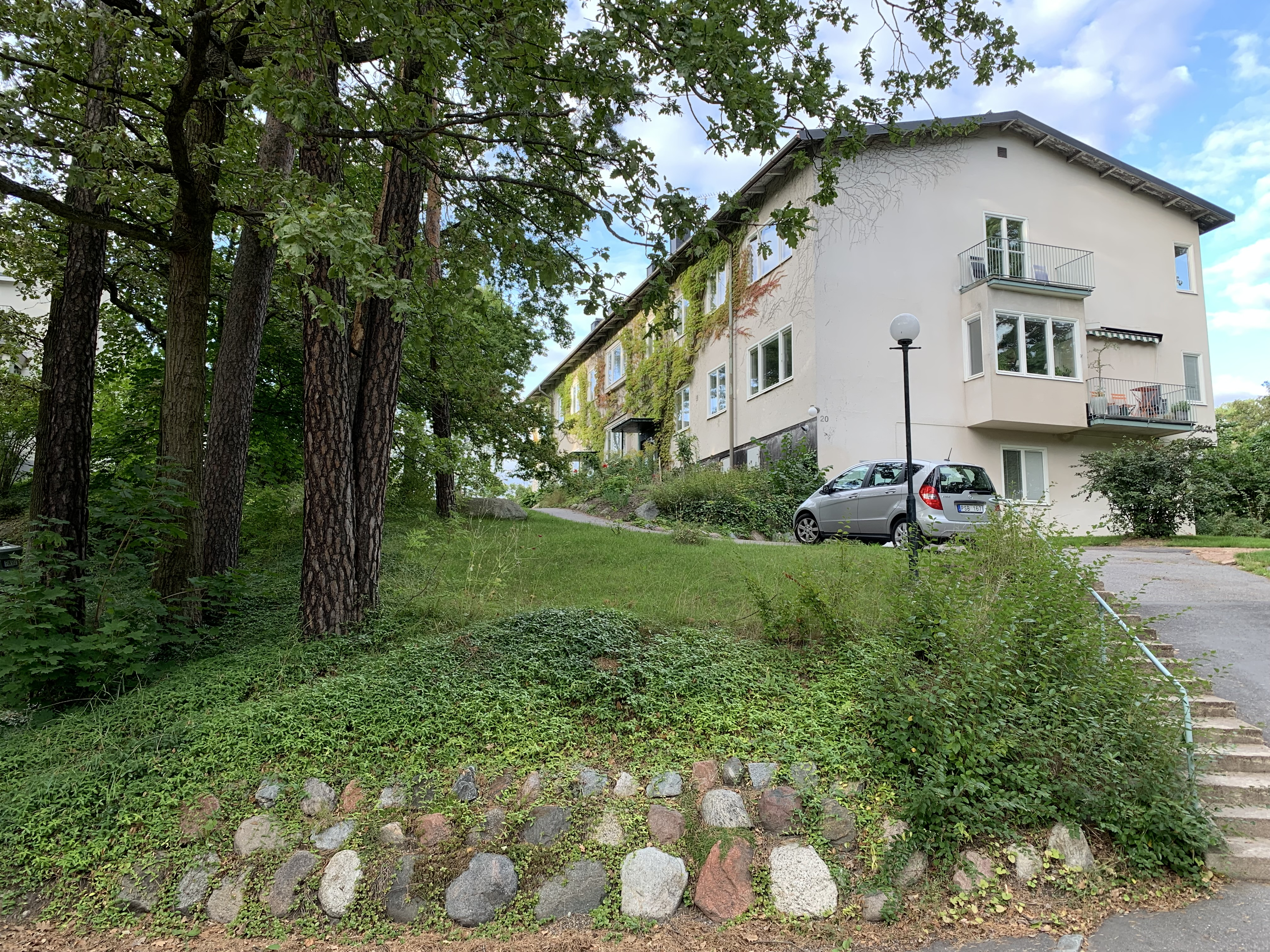
Bostadshuset Ollonskogen 3 i Ekhagen, Stockholm.
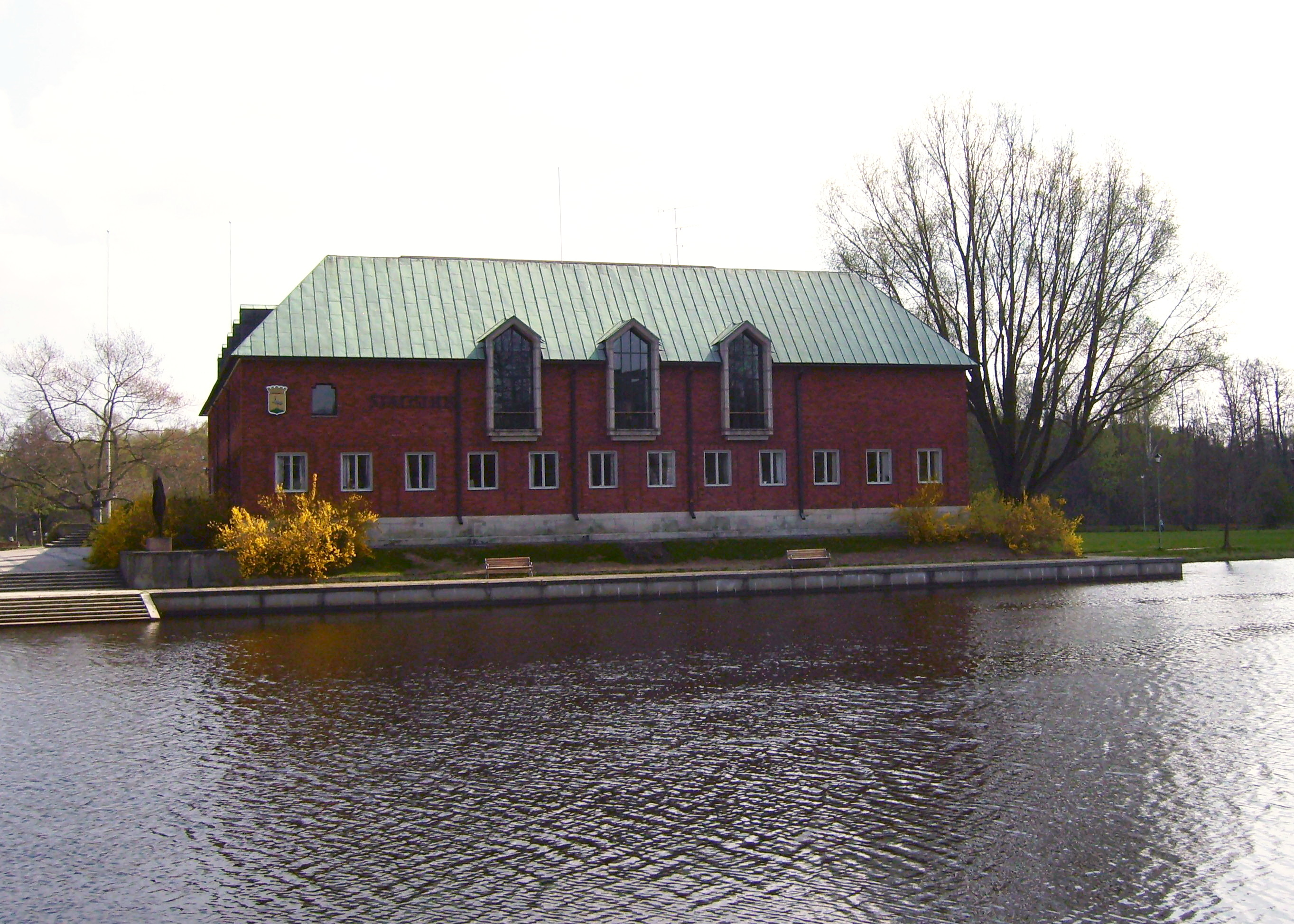
Tranås stadshus
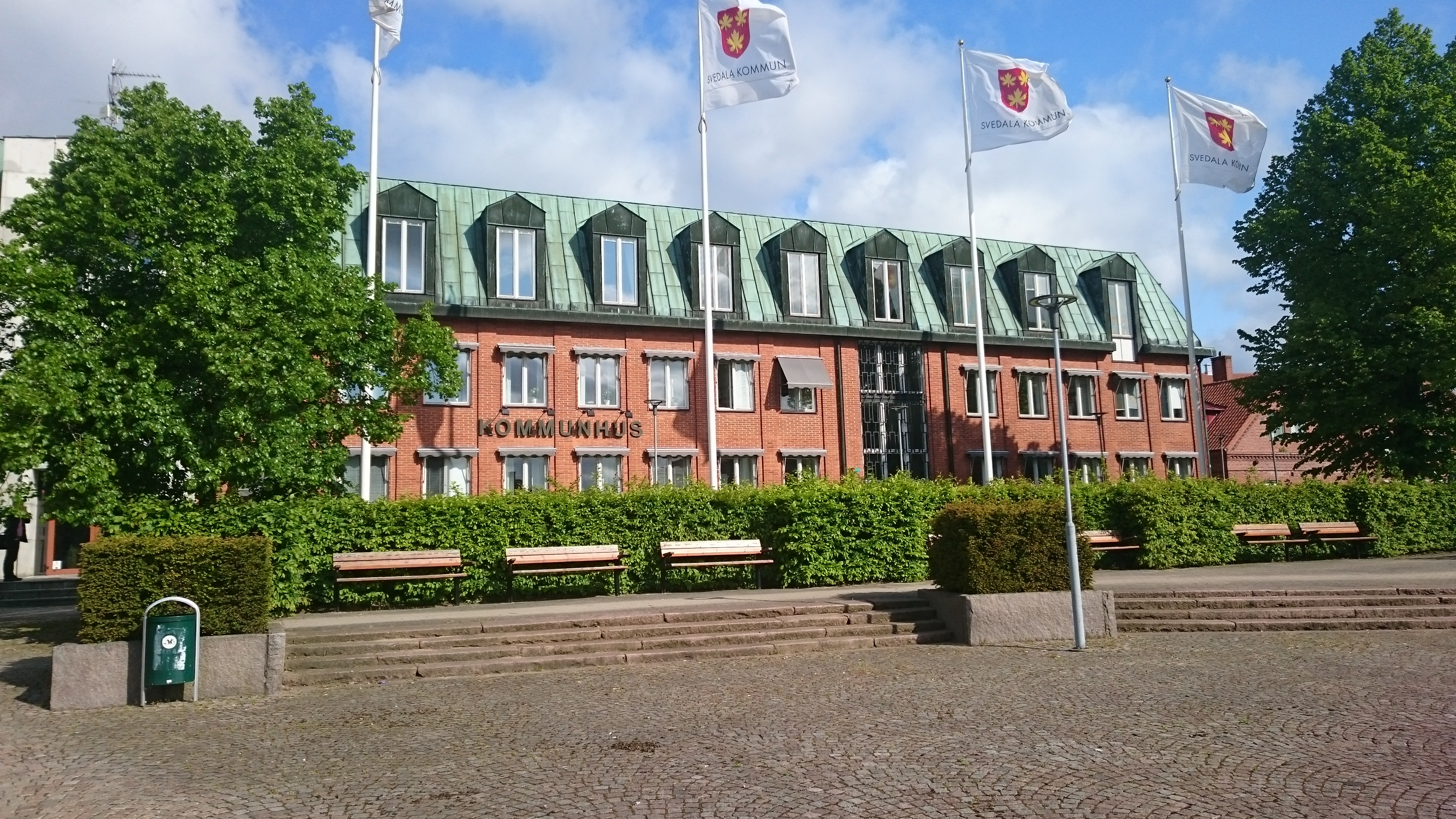
Svedala kommunhus
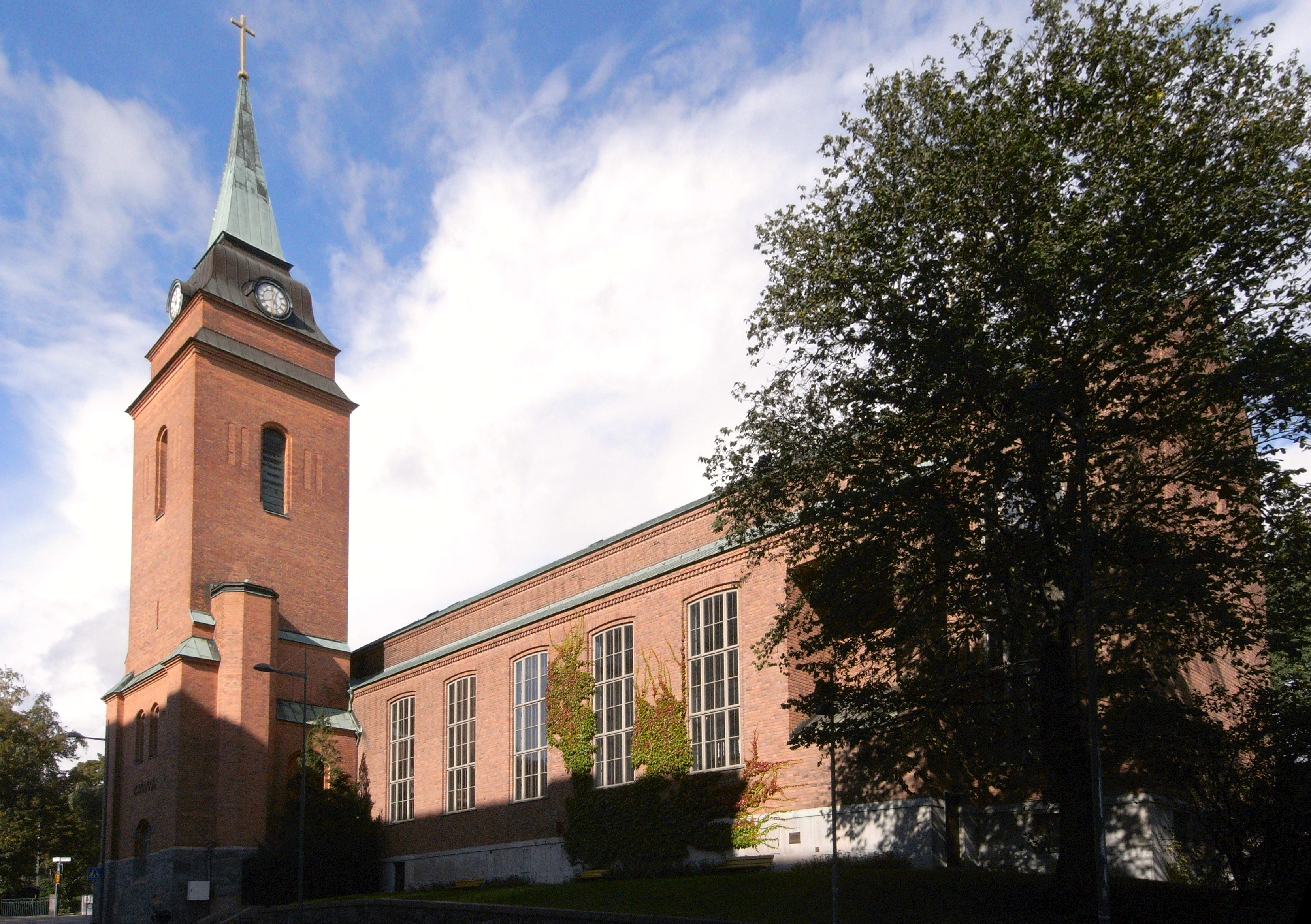
Sankt Görans kyrka
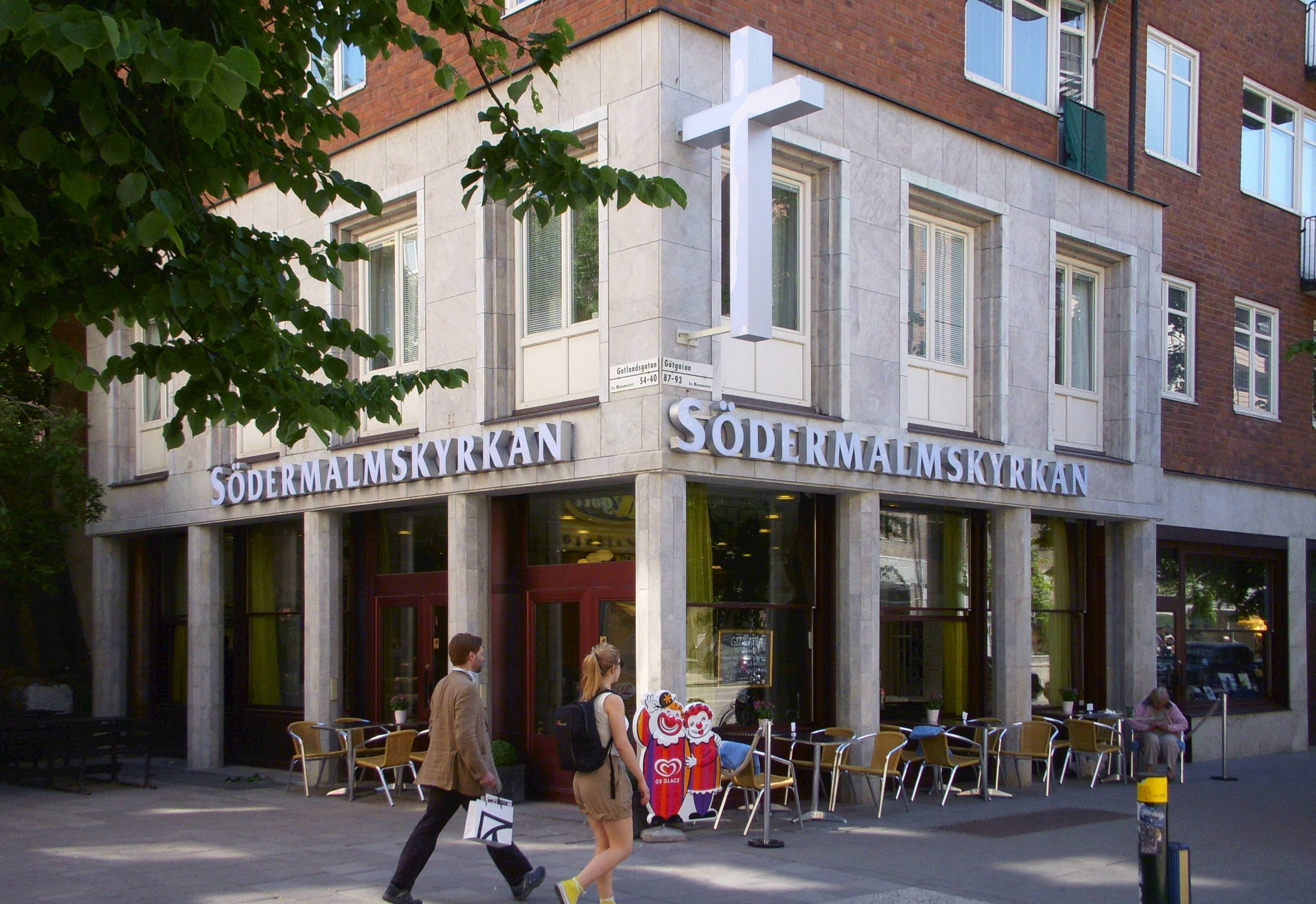
Södermalmskyrkan
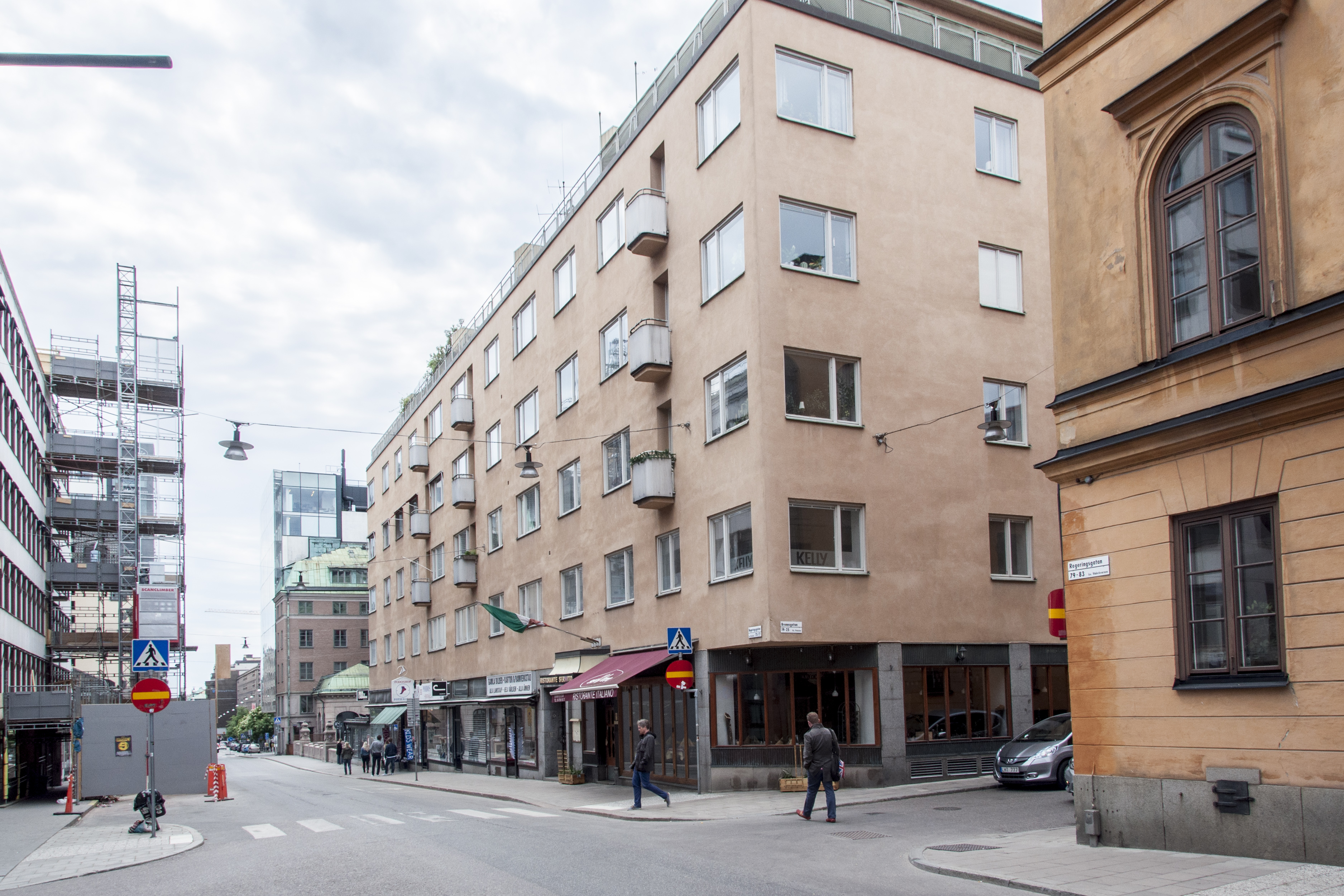
Regeringsgatan 77